# Libro di Enos
Il libro di Enos, di un solo capitolo (in inglese: The book of Enos, convenzionalmente abbreviato come Enos), è la quarta suddivisione principale, o libro, del Libro di Mormon fu scritto da Enos, figlio di Giacobbe.

## Narrazione
Il libro racconta della fervente preghiera di Enos per la remissione dei suoi peccati e sono raccolte le sue profezie sulla futura salvezza dei Lamaniti.